# Campeonato Carioca de Futebol de 1957

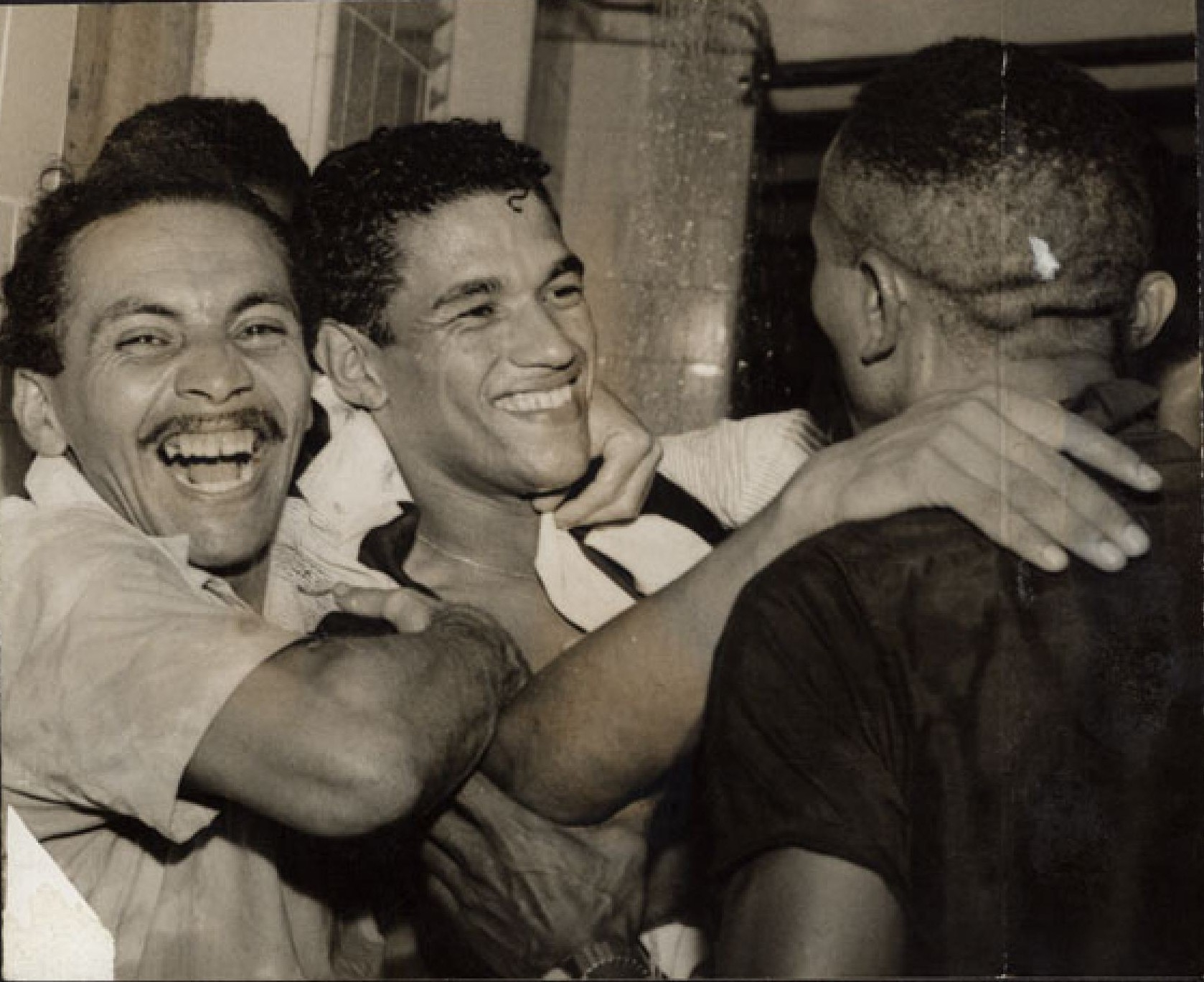
Garrincha comemora o título de 1957

O Campeonato Carioca de Futebol de 1957 foi a 59.ª edição deste certame, conquistado com uma grande vitória do Botafogo, no Maracanã sobre o Fluminense por 6 a 2, com cinco gols de Paulinho Valentim (artilheiro do campeonato com 22 gols) e um de Garrincha. Esta foi a maior goleada da história das finais do Campeonato Carioca, na era do profissionalismo.

## Jogo do título
BOTAFOGO 6 x 2 FLUMINENSE
Data: 22 / 12 / 1957  
Local: Maracanã 
Público:  99.465 (89.407 pagantes)
Árbitro: Alberto da Gama Malcher 

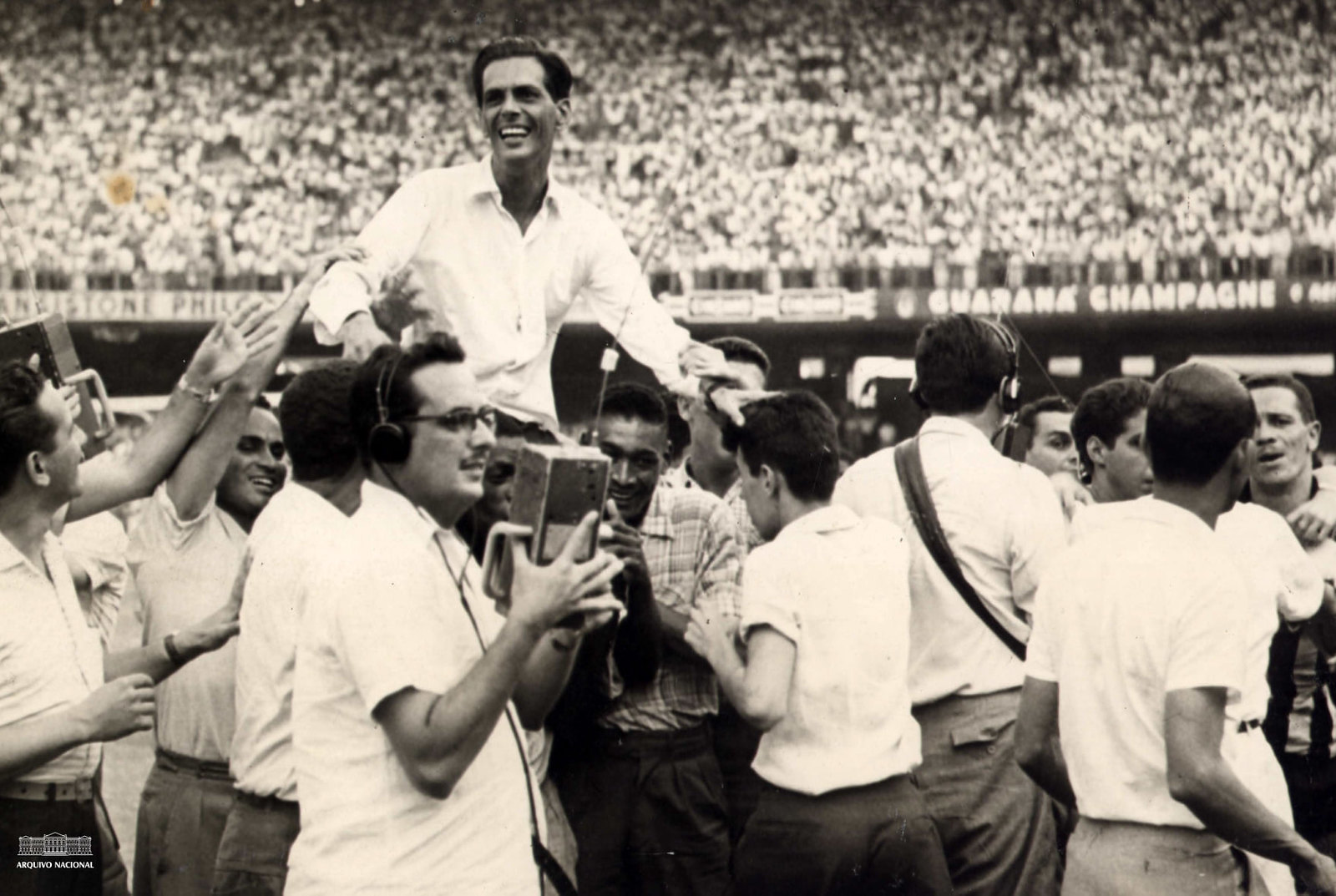
João Saldanha, então técnico do Botafogo, é carregado em festa, no Maracanã

Gols: 1° tempo: Botafogo 3 a 0, Paulinho Valentim (3), sendo um de 
bicicleta; Final: Botafogo 6 a 2, Escurinho, Paulinho Valentim, Garrincha, Paulinho Valentim e Waldo. 
Botafogo: Adalberto, Beto, Thomé, Servílio, Pampolini e Nílton Santos; Garrincha, Didi, Paulinho Valentim, Édison e Quarentinha. Técnico: João Saldanha. 
Fluminense: Castilho, Cacá, Pinheiro, Clóvis, Jair Santana e Altair; Telê, Jair Francisco, Waldo, Róbson e Escurinho. Técnico: Sylvio Pirillo

## Classificação final
| Pos. | Equipes       | Pts | J  | V  | E | D  | GP | GC | SG  |
| ---- | ------------- | --- | -- | -- | - | -- | -- | -- | --- |
| 1    | Botafogo      | 36  | 22 | 16 | 4 | 2  | 64 | 21 | 43  |
| 2    | Fluminense    | 35  | 22 | 16 | 3 | 3  | 55 | 24 | 31  |
| 3    | Flamengo      | 34  | 22 | 14 | 6 | 2  | 60 | 23 | 37  |
| 3    | Vasco da Gama | 33  | 22 | 15 | 3 | 4  | 51 | 28 | 23  |
| 5    | Bangu         | 29  | 22 | 12 | 5 | 5  | 41 | 22 | 19  |
| 6    | America       | 22  | 22 | 8  | 6 | 8  | 46 | 30 | 16  |
| 7    | Canto do Rio  | 19  | 22 | 8  | 3 | 11 | 26 | 39 | –12 |
| 8    | São Cristóvão | 18  | 22 | 7  | 4 | 11 | 23 | 40 | –17 |
| 9    | Portuguesa    | 11  | 22 | 3  | 5 | 14 | 25 | 55 | –30 |
| 10   | Madureira     | 10  | 22 | 2  | 6 | 14 | 25 | 57 | –32 |
| 11   | Bonsucesso    | 9   | 22 | 1  | 7 | 14 | 18 | 51 | –33 |
| 12   | Olaria        | 8   | 22 | 2  | 4 | 16 | 22 | 67 | –45 |